# Giovanni Tommaso Cimello
Giovanni Tommaso Cimello, anche conosciuto come Giovanthomaso Cimello (Monte San Giovanni, 1510 circa – Monte San Giovanni, 1579), è stato un poeta e musicista italiano.

## Biografia
Nacque da famiglia agiata, che risiedeva nel quartiere della Scrima. Uomo di lettere, fu versato non solo nella musica ma anche nella poesia e già da giovane dovette distinguersi nella locale comunità, visto che in un documento afferma di ricoprire il ruolo di revisore amministrativo.
Attorno al 1540 fu a Napoli, dove si mise in luce per le doti didattiche. Malgrado Napoli fosse diventata ormai vicereame spagnolo dagli inizi del XVI secolo, la scuola musicale instaurata sotto il dominio degli Aragonesi e legata al nome del maestro fiammingo Johannes Tinctoris non si era dissolta. Sulla sua scia e su quella di Franchino Gaffurio si svolgerà l'attività didattica per cui Cimello diventerà piuttosto noto. Oltre a comporre madrigali, fu anche uno dei primi autori di villanelle napoletane e in alcuni casi ne compose anche i versi.
Al periodo napoletano appartengono opere quali le due raccolte musicali pubblicate nel 1545 e l'opera teorica Della perfettione delle 4 note maggiori massima, longa, breve, semibreve, in cui non si limita ad esporre le regole e il nuovo tipo di notazione che stava entrando in uso, ma ne illustra l'applicazione pratica.
Una successiva raccolta di stampe musicali fu pubblicata nel 1548, sempre a Venezia come le precedenti.
Già entrato nelle grazie della famiglia Colonna (dedicò anche diversi componimenti a Marcantonio Colonna ed altri esponenti della famiglia), si spostò a Roma presso il ramo romano. Qui esercitò l'attività di compositore e fu cantore della Cappella Giulia, poi maestro di cappella. Del periodo romano sono noti i suoi screzi con Annibale Zoilo, anche lui al servizio del cardinale Guglielmo Sirleto, che badò a riappacificarli. Dal 1570 fu anche cantore nella Cappella Sistina.
Le vicende dei suoi ultimi anni ci sono note attraverso una lettera scritta al cardinale dal suo paese natale, datata 13 dicembre 1579. Alcuni passaggi sono stati interpretati come la conferma che ad un certo punto il Cimello avesse preso gli ordini minori. Vi afferma inoltre che nel 1571 lasciò Roma per Benevento e poi Sora e che avrebbe dovuto partecipare, col Palestrina e altri, alla riedizione del graduale a seguito della riforma del Concilio di Trento.
Dato che è l'ultimo documento di sua mano, che non viene menzionato altrove come vivente in anni successivi e che il testamento è datato 1591, si ritiene morì in quell'anno nel paese di Monte San Giovanni. Fu sepolto nella locale chiesa di Santa Giusta.